# Fat Man
Fat Man (tạm dịch: "Gã béo"; còn được gọi là Mark III) là mật danh của quả bom hạt nhân mà Hoa Kỳ đã thả xuống thành phố Nagasaki (Nhật Bản) vào ngày 9 tháng 8 năm 1945. Đây là vũ khí hạt nhân thứ hai trong số hai vũ khí hạt nhân duy nhất từng được sử dụng trong chiến tranh, sau quả bom đầu tiên Little Boy, và vụ nổ của Fat Man được ghi nhận là vụ nổ hạt nhân thứ ba trong lịch sử. Nó được chế tạo bởi những nhà khoa học và kỹ sư tại Phòng thí nghiệm Los Alamos bằng cách sử dụng plutoni từ Cơ sở Hanford, và được thả từ chiếc siêu pháo đài bay B-29 Superfortress mang tên Bockscar do Thiếu tá Charles Sweeney lái.
Tên gọi "Fat Man" nhằm mô tả thiết kế ban đầu của quả bom vì nó có hình tròn, rộng. Fat Man là loại vũ khí hạt nhân kiểu nổ sập (implosion-type) có lõi plutoni rắn. Loại thiết bị đầu tiên có cùng thiết kế đó mang tên "Gadget" trong vụ thử hạt nhân Trinity chưa đầy một tháng trước đó, vào ngày 16 tháng 7 tại Thao trường Alamogordo ở New Mexico. Hai quả bom kiểu nổ sập nữa được kích nổ trong những cuộc thử nghiệm hạt nhân thuộc Chiến dịch Crossroads tại đảo san hô Bikini vào năm 1946, và khoảng 120 quả được sản xuất từ năm 1947 đến năm 1949, khi nó được thay thế bằng bom hạt nhân Mark 4. Fat Man được rút khỏi biên chế quân đội vào năm 1950.

## Tên gọi
Thiết kế vũ khí hạt nhân kiểu súng và kiểu nổ sập lần lượt được đặt tên là "Thin Man" (tạm dịch: Thằng gầy) và "Fat Man" (Thằng béo). Những mật danh này được đặt bởi Robert Serber—cựu sinh viên của Robert Oppenheimer, người đã làm việc trong Dự án Manhattan—dựa trên hình dạng thiết kế của chúng. Thin Man là một thiết bị có hình dạng dài, và cái tên này xuất phát từ tiểu thuyết trinh thám The Thin Man và loạt phim của Dashiell Hammett. Còn Fat Man có thiết kế mập tròn và được đặt tên theo nhân vật trong tiểu thuyết The Maltese Falcon cũng của Hammett . Little Boy xuất hiện sau cùng sau khi cải tiến từ thiết kế của Thin Man.

## Giai đoạn ban đầu
Từ tháng 5 đến tháng 12 năm 1941, một ủy ban tư vấn thuộc Viện Hàn lâm Khoa học Quốc gia, do Arthur Compton đứng đầu, gửi báo cáo đến Vannevar Bush nghi ngờ về tính khả thi của quá trình làm giàu đồng vị urani do cần nhiều thời gian. Họ tỏ ra lạc quan vào việc sử dụng plutoni—nguyên tố mới được tìm ra vào đầu năm đó—để sản xuất vũ khí hạt nhân. Tuy nhiên, khả năng sản xuất plutoni số lượng lớn vẫn chưa hoàn toàn chắc chắn do người ta vẫn chưa hiểu hết toàn bộ tính chất cơ bản của nguyên tố mới này, trong khi Seaborg và cộng sự giữ kín thông tin, không tiết lộ với giới khoa học, do yêu cầu của chính phủ về tính bảo mật.
Robert Oppenheimer đã tổ chức những hội nghị ở Chicago vào tháng 6 năm 1942 trước khi Quân đội tiếp quản nghiên cứu về nguyên tử trong thời chiến, và ở Berkeley, California, vào tháng 7, tại đó quy tụ nhiều kỹ sư và nhà vật lý cùng thảo luận về các vấn đề thiết kế bom hạt nhân. Họ đã chọn áp dụng thiết kế kiểu súng (gun-type) trong đó hai khối lượng dưới tới hạn sẽ được kết hợp với nhau bằng cách bắn một "viên đạn" vào một "mục tiêu". Richard C. Tolman đề xuất một vũ khí hạt nhân kiểu co sập, nhưng đề xuất này không được nhiều người chú ý đến.
Vào thời điểm năm 1942, người ta vẫn đặt dấu hỏi về tính khả thi của bom hạt nhân plutoni. Wallace Akers, giám đốc dự án Tube Alloys của Anh, nói với James Bryant Conant vào ngày 14 tháng 11 năm 1942, rằng James Chadwick đã "kết luận rằng plutoni có thể không phải là một vật liệu phân hạch khả thi để dùng làm vũ khí bởi vì nó chứa tạp chất." Conant tham khảo ý kiến của Ernest Lawrence và Arthur Compton, và cả hai đều thừa nhận rằng các nhà khoa học trong nhóm của họ tại Berkeley và Chicago đều biết về vấn đề này, nhưng họ không thể đưa ra giải pháp sẵn sàng. Conant thông báo cho giám đốc dự án Manhattan, Chuẩn tướng Leslie R. Groves Jr., người đã yêu cầu tập hợp một ủy ban đặc biệt gồm Lawrence, Compton, Oppenheimer và McMillan để xem xét vấn đề. Ủy ban kết luận rằng vấn đề có thể được khắc phục đơn giản bằng cách sử dụng chất phóng xạ plutoni có độ tinh khiết cao hơn.
Oppenheimer đã xem xét các lựa chọn vào đầu năm 1943 và ưu tiên phát triển vũ khí dạng súng, nhưng ông cũng đồng thời lập ra Nhóm E-5 tại Phòng thí nghiệm Los Alamos dưới quyền của Seth Neddermeyer để nghiên cứu loại vũ khí kiểu nổ sập nhằm ngăn chặn nguy cơ hiện tượng tự nổ sớm. Bom hạt nhân kiểu nổ sập được xác định là loại bom có hiệu suất cao hơn đáng kể về đương lượng nổ trên một đơn vị khối lượng vật liệu phân hạch trong bom, vì phản ứng phân hạch của vật liệu khi bị nén sẽ diễn ra nhanh hơn và do đó hoàn toàn hơn. Tuy nhiên, người ta quyết định rằng loại bom plutoni kiểu súng sẽ được dồn phần lớn nguồn lực nghiên cứu, vì nó là dự án có tính khả thi nhất. Người ta cho rằng loại bom urani kiểu súng có thể dễ dàng được cải tiến thay đổi từ loại bom plutoni kiểu súng.

## Quá trình phát triển
Seth Neddermeyer đã loại bỏ ý tưởng thiết kế đầu tiên về quả bom hạt nhân kiểu nổ sập của Serber và Tolman (lắp ráp nhiều bộ phận nổ riêng biệt) mà thay vào đó ông muốn quả bom có dạng hình cầu rỗng bị co sập vào trong bởi một lớp vỏ chất nổ bao bọc bên ngoài. Cùng tham gia hỗ trợ trong việc thiết kế này có Hugh Bradner, Charles Critchfield và John Streib. Ngoài ra, còn có thêm L. T. E. Thompson cùng được mời tham gia với tư cách cố vấn và thảo luận vấn đề với Neddermeyer vào tháng 6 năm 1943. Thompson không tin rằng có thể tạo ra vụ nổ sập một cách đủ đối xứng. Oppenheimer đã sắp xếp để Neddermeyer và Edwin McMillan đến thăm Phòng thí nghiệm Nghiên cứu Chất nổ của Ủy ban Nghiên cứu Quốc phòng (NDRC) gần các phòng thí nghiệm của Cục Khai thác Mỏ ở Bruceton, Pennsylvania (ngoại ô Pittsburgh), nơi họ nói chuyện với George Kistiakowsky và cộng sự. Nhưng những nỗ lực của Neddermeyer vào tháng 7 và tháng 8 trong việc làm nổ co sập các ống để tạo ra những ống trụ dẫn đến việc tạo ra các vật thể có hình dạng giống như hòn đá. Neddermeyer là người duy nhất tin rằng thiết kế bom kiểu nổ sập là khả thi, và chỉ có sự nhiệt tình của ông mới giúp giữ cho dự án tiếp tục tồn tại.

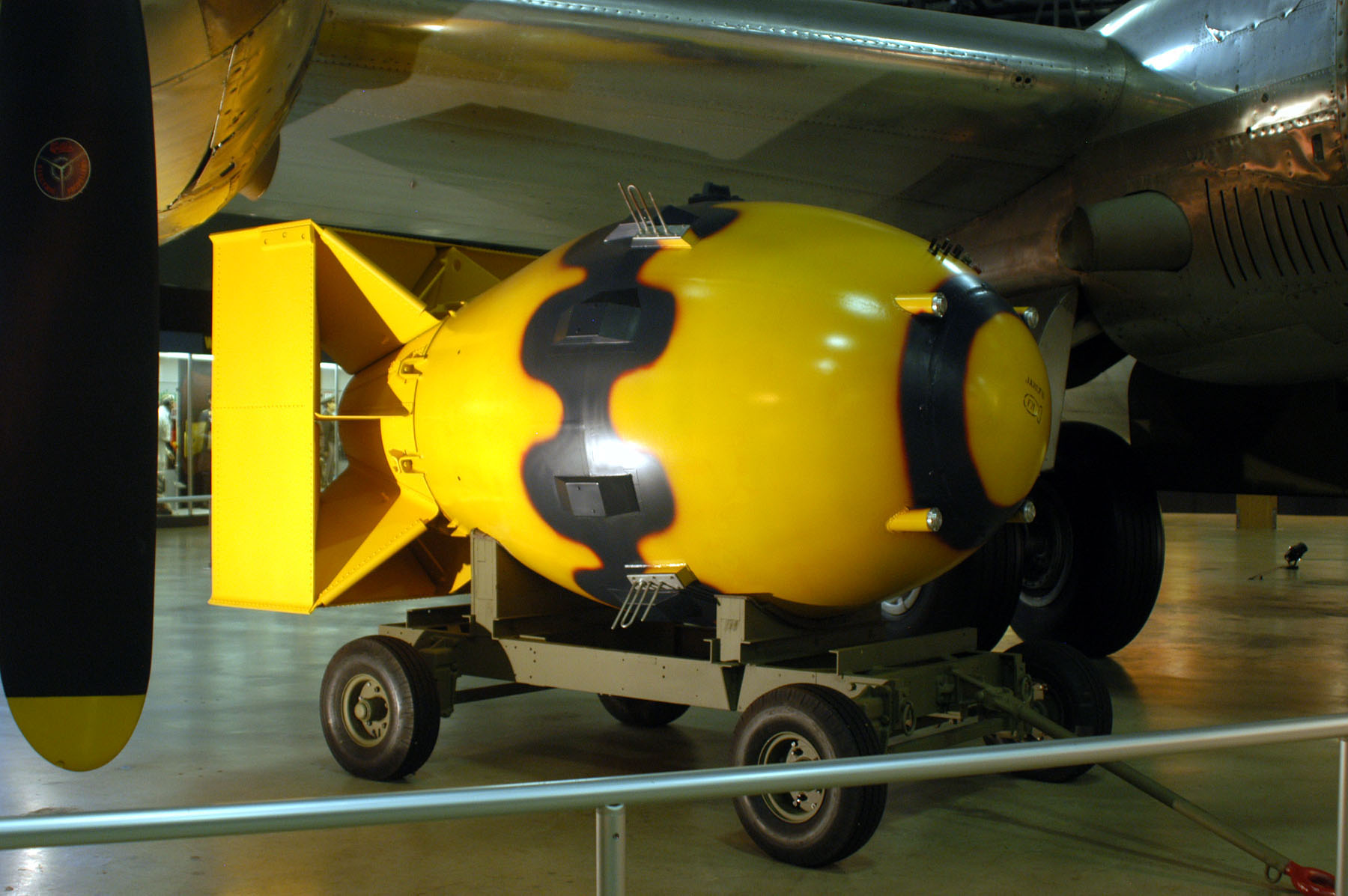
Bản sao mô phỏng của Fat Man được trưng bày trong Bảo tàng Quốc gia của Không quân Hoa Kỳ, bên cạnh chiếc Bockscar B-29 đã thả quả bom xuống Nagasaki. Nhựa đường (màu đen) được phun lên nhằm bịt kín các mối nối trên thân quả bom.

Oppenheimer đưa John von Neumann đến Los Alamos vào tháng 9 năm 1943 để có thêm một ý kiến chuyên môn mới về thiết kế bom kiểu nổ sập. Sau khi xem xét các nghiên cứu của Neddermeyer, và thảo luận về vấn đề này với Edward Teller, John von Neumann đề xuất việc sử dụng chất nổ siêu thanh ở các ngòi nổ để làm nổ co sập quả cầu, điều mà ông chứng minh rằng không chỉ giúp việc lắp ráp vật liệu phân hạch nhanh hơn so với thiết kế bom kiểu súng, mà còn có thể làm giảm đáng kể lượng nguyên liệu cần dùng, do mật độ cao hơn. Ý tưởng—về việc dưới áp lực của vụ nổ như vậy, plutoni sẽ bị nén lại—đến từ Teller, người có kiến thức về cách các kim loại nặng (có tỷ trọng lớn) hoạt động dưới áp suất lớn bị ảnh hưởng bởi các nghiên cứu lý thuyết từ trước chiến tranh của ông về lõi Trái đất cùng với George Gamow. Triển vọng về vũ khí hạt nhân hiệu năng cao hơn đã gây ấn tượng với Oppenheimer, Teller và Hans Bethe, nhưng họ quyết định rằng cần phải có sự tham gia của một chuyên gia về chất nổ. Tên của George Kistiakowsky ngay lập tức được gợi ý, và Kistiakowsky được đưa vào dự án với tư cách là cố vấn vào tháng 10 năm 1943.
Dự án phát triển vũ khí kiểu nổ sập vẫn chỉ là phương án dự phòng cho đến tháng 4 năm 1944, khi các thí nghiệm của Emilio G. Segrè và Nhóm P-5 của ông tại Los Alamos trên plutoni mới được sản xuất từ lò phản ứng làm chậm bằng than chì X-10 ở Oak Ridge và Lò phản ứng B ở Cơ sở Hanford cho thấy nó chứa tạp chất ở dạng đồng vị plutoni-240. Chất này có tốc độ phân hạch tự phát và độ phóng xạ cao hơn nhiều so với plutoni-239. Các đồng vị được tạo ra bởi máy gia tốc cyclotron, mà các phép đo ban đầu đã được thực hiện, có lượng tạp chất plutoni-240 thấp hơn nhiều. Do vậy, không thể tránh khỏi việc xuất hiện tạp chất plutoni-240 trong lượng chất phóng xạ tạo ra bằng lò phản ứng tái sinh. Điều này có nghĩa là tốc độ phân hạch tự phát của plutoni trong lò phản ứng cao đến mức rất có thể nó sẽ tự kích hoạt sớm và tự nổ tung trong quá trình hình thành ban đầu của khối lượng tới hạn. Để đảm bảo khoảng cách cần thiết nhằm gia tốc plutoni đến tốc độ không để xảy ra hiện tượng tự nổ sớm (predetonation), phải tạo ra nòng súng có chiều dài vượt quá kích thước cho phép trên bất kỳ máy bay ném bom nào hiện có hoặc được dự tính sử dụng. Ngoài ra, nếu thiết kế quả bom dạng súng, "viên đạn" và "bia mục tiêu" plutoni sẽ di chuyển với tốc độ 3.000 foot trên giây (910 m/s), khi đó plutoni sẽ nóng chảy và quả bom không thể phát nổ như mong muốn. Do đó, cách duy nhất khả thi để sử dụng plutoni trong một quả bom là phải thiết kế bom hạt nhân kiểu nổ sập.

Ảnh chụp tia X tốc độ cao của các sóng xung kích hội tụ được hình thành trong quá trình thử nghiệm hệ thống thấu kính nổ siêu thanh (hiện tượng co sập).

Tại cuộc họp ở Los Alamos vào ngày 17 tháng 7 năm 1944, người ta thống nhất rằng việc sản xuất bom hạt nhân plutoni kiểu súng là hoàn toàn không khả thi. Tất cả các công việc về loại bom kiểu súng trong Dự án Manhattan do vậy hướng về việc phát triển quả bom Little Boy, loại thiết kế bom kiểu súng sử dụng urani được làm giàu. Phòng thí nghiệm Los Alamos đã được tái cơ cấu hoạt động, với hầu hết tất cả các nguồn lực nghiên cứu đều tập trung vào các vấn đề liên quan đến hiện tượng nổ sập của quả bom Fat Man.
Vấn đề đầu tiên liên quan đến cách sắp xếp kíp nổ xung quanh để tạo hiện tượng nổ sập. Theo thí nghiệm của Neddermeyer, sóng xung kích gây ra bởi các kíp nổ sẽ có hướng phân tán, va chạm nhau, dẫn đến sự không đồng bộ trong áp suất và hiện tượng co sập không thể thực hiện được. Ý tưởng sử dụng kíp nổ có hình dạng như thấu kính nổ ba chiều—giúp tạo sóng xung kích hội tụ vào trung tâm—đến từ James L. Tuck, và được phát triển bởi von Neumann. Ngoài ra, để khắc phục khó khăn trong việc đồng bộ nhiều phản ứng kích nổ, Luis Alvarez và Lawrence Johnston đã phát minh ra kíp nổ dây cầu để thay thế hệ thống kích nổ Primacord vốn kém chính xác hơn. Robert Christy được ghi nhận là người thực hiện các phép tính toán cho thấy việc quả cầu plutoni rắn khối lượng dưới tới hạn có thể được nén đến một trạng thái tới hạn, giúp đơn giản hóa công việc một cách đáng kể, vì trước đó, người ta đã cố gắng thử nhiều phương pháp khó khăn hơn để nén thuốc nổ vào một vỏ hình cầu rỗng. Sau báo cáo của Christy, vũ khí lõi plutoni rắn được mang tên "Christy Gadget".
Nhiệm vụ của các nhà luyện kim khi đó là phải tìm ra phương pháp đúc plutoni thành một quả cầu. Mọi chuyện càng trở nên khó khăn hơn khi các thử nghiệm đo mật độ plutoni cho kết quả không nhất quán. Lúc đầu người ta tin rằng sự tạp nhiễm là nguyên nhân, nhưng sau đó người ta sớm xác định rằng nguyên nhân là do plutoni có nhiều dạng thù hình. Pha α giòn tồn tại ở nhiệt độ phòng chuyển thành pha β dẻo ở nhiệt độ cao hơn. Sau đó, người ta chú ý đến plutoni tồn tại pha δ dễ uốn hơn thường tồn tại trong khoảng 300–450 °C (570–840 °F). Người ta thấy rằng chất này ổn định ở nhiệt độ phòng khi được hợp kim với nhôm, nhưng nhôm phát ra neutron khi bị bắn phá bởi các hạt alpha, điều này sẽ làm vấn đề kích nổ sớm càng nghiêm trọng hơn. Các nhà luyện kim sau đó tình cờ phát hiện ra hợp kim plutoni-gali; loại hợp kim này giúp ổn định pha δ và có thể được ép nóng thành hình cầu như mong muốn. Khi plutoni được phát hiện là dễ bị ăn mòn, quả cầu được tráng phủ một lớp nickel.

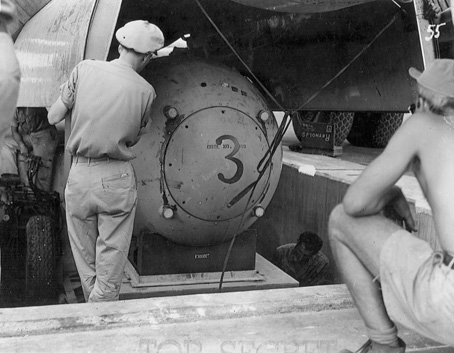
Một quả bom bí ngô (dùng làm thiết bị thử nghiệm Fat Man) được nâng từ hầm bom vào khoang chứa bom trên chiếc B-29 để thực hành ném bom trong vài tuần trước cuộc tấn công vào Nagasaki.

Kích thước của quả bom Fat Man bị hạn chế bởi các loại máy bay có sẵn. Khi đó tiến sĩ Norman Foster Ramsey là người chịu trách nhiệm nghiên cứu các loại máy bay về tính phù hợp chứa bom. Máy bay duy nhất của quân đội Đồng minh được coi là có khả năng chở Fat Man mà không cần thay đổi kết cấu lớn là Avro Lancaster của Anh và Boeing B-29 Superfortress của Mỹ. Vào thời điểm đó, chiếc siêu pháo đài bay Boeing B-29 là biểu tượng đại diện cho công nghệ máy bay ném bom với những ưu điểm quân sự đáng kể về trọng lượng cất cánh tối đa (MTOW), tầm bay, tốc độ, trần bay và khả năng sống sót. Người ta cho rằng nếu không có B-29, việc thả bom hầu như là không thể thực hiện được. Tuy nhiên, điều này vẫn hạn chế kích thước quả bom, với chiều dài tối đa cho phép là 11 foot (3,4 m), rộng 5 foot (1,5 m) và trọng lượng là 20.000 pound (9.100 kg). Việc loại bỏ thanh chắn trong khoang chứa bom cho phép quả bom có thể đạt chiều rộng tối đa là 5,5 foot (1,7 m).

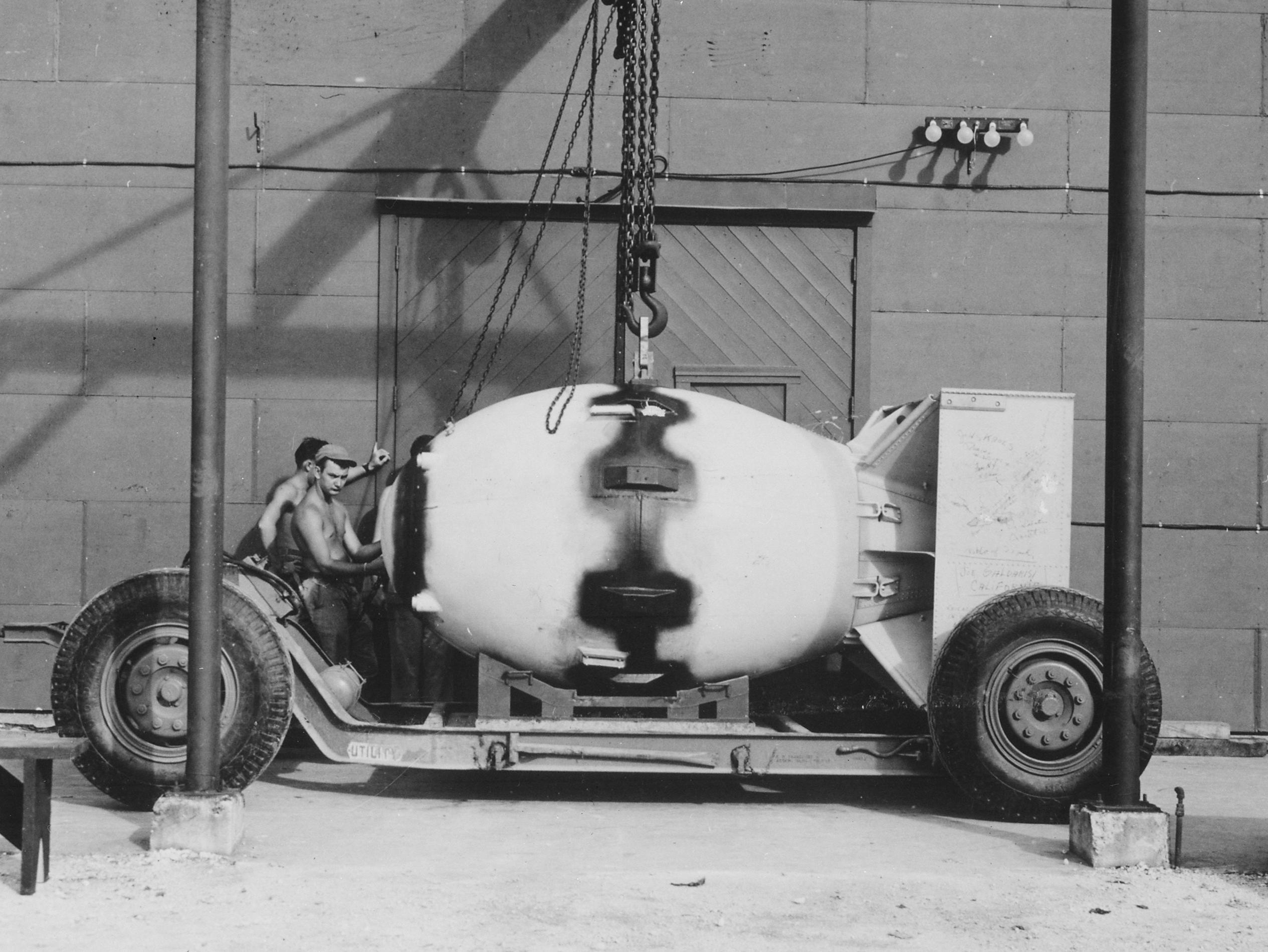
Fat Man đặt trên xe tải bom. Nhựa đường lỏng (màu đen trong hình) được dùng làm chất trám kín các mối nối của vỏ bom

Các cuộc thả bom thử nghiệm bắt đầu vào tháng 3 năm 1944, và dẫn đến việc cải tiến chiếc máy bay Silverplate do trọng lượng của quả bom. Các bức ảnh chụp tốc độ cao cho thấy cánh đuôi đứng của bom bị gập lại dưới áp lực, dẫn đến việc hạ độ cao thất thường. Người ta đã thử nghiệm nhiều sự kết hợp khác nhau của hộp ổn định và cánh đuôi trên Fat Man nhằm loại bỏ sự chao đảo liên tục của nó. Cuối cùng, thiết kế mang tên California Parachute được chấp nhận sử dụng, với bề mặt bên ngoài hộp đuôi (tail box) hở phía sau, có hình khối lập phương với tám cánh hướng tâm bên trong, bốn cánh có góc nghiêng 45° và bốn cánh vuông góc với đường rơi, giúp gắn hộp đuôi vào phần đuôi quả bom. Trong các cuộc thả thử nghiệm vào những tuần đầu tiên, Fat Man đã bắn trượt mục tiêu một khoảng cách sai lệch trung bình là 1.857 foot (566 m), nhưng con số này đã giảm một nửa vào tháng 6 năm 1944, khi những phi công ném bom dần thành thạo hơn.
Quả bom Fat Man mã số Y-1222 đời đầu được lắp ráp với khoảng 1.500 bu lông. Sau đó được thay thế bởi thiết kế Y-1291 vào tháng 12 năm 1944. Mẫu thiết kế mới này đã thay đổi rất nhiều mẫu cũ, chỉ có thiết kế đuôi của mẫu Y-1222 là được giữ lại. Các phiên bản sau này bao gồm Y-1560, có 72 kíp nổ; mẫu Y-1561 có 32; và mẫu Y-1562 có 132 kíp nổ. Ngoài ra còn có Y-1563 và Y-1564, là những quả bom huấn luyện, hoàn toàn không có kíp nổ. Thiết kế Y-1561 cuối cùng được lắp ráp chỉ với 90 bu lông. Vào ngày 16 tháng 7 năm 1945, quả bom Fat Man mẫu Y-1561, mang tên "The Gadget", đã được phát nổ trong vụ nổ thử nghiệm Trinity tại một địa điểm hẻo lánh ở bang New Mexico. Mẫu Y-1561 có đương lượng nổ khoảng 20 kilô tấn (84 TJ). Một số thay đổi nhỏ đã được thực hiện đối với thiết kế sau cuộc thử nghiệm Trinity. Philip Morrison nhớ lại rằng "Có một số thay đổi quan trọng... Những phần cơ bản tất nhiên là vẫn không có gì thay đổi."

## Thiết kế

### Tổng quan
Fat Man có chiều dài 128 inch (330 cm), đường kính 60 inch (150 cm), và nặng khoảng 10.300 pound (4.700 kg). Thiết kế của quả bom Fat Man là loại vũ khí hạt nhân kiểu nổ sập. Giống với quả bom Little Boy, Fat Man cũng được trang bị hệ thống kíp nổ kích hoạt bằng 4 radar cảnh báo đuôi mang tên Archie. Radar Archie sẽ ghi nhận tín hiệu phản hồi từ mặt đất để xác định cao độ kích nổ.
| Cấu tạo sơ lược quả bom Fat Man | |
|                                 | 1. Cầu chì tự hủy AN 219 (gồm 4 cầu chì) 2. Anten của radar cảnh báo đuôi Archie 3. Tấm phẳng kích nổ dùng pin 4. X-Unit, bộ phóng hỏa được đặt gần khối thuốc nhồi 5. Khớp nối, giúp ráp hai phần hình elip của quả bom 6. Thấu kính nổ siêu thanh, hình ngũ giác (gồm 12 bộ đặt xung quanh lõi) 7. Thấu kính nổ siêu thanh, hình lục giác (gồm 20 bộ đặt xung quanh lõi) 8. Bộ cánh đuôi California Parachute (làm bằng nhôm) 9. Lớp vỏ lõi bom (làm bằng hợp kim Đura, đường kính trong khoảng 140 mm) 10. Những chóp hình nón bao quanh lõi bom 11. Thấu kính nổ (chứa thuốc nổ nhanh và chậm) 12. Vật liệu hạt nhân (xem hình bên dưới để biết chi tiết về các lớp khác nhau) 13. Tấm phẳng đặt các thiết bị đo đạc (gồm radar, công tắc cảm biến khí áp và bộ hẹn giờ) 14. Bộ đo lường khí áp |

### Chi tiết cấu tạo lõi plutoni

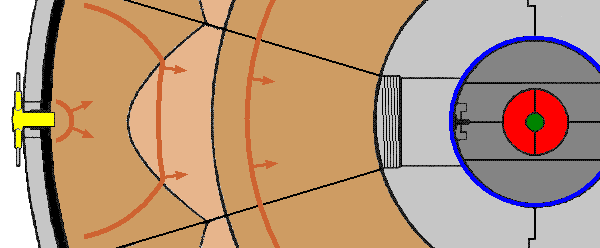
Phương pháp kích nổ của quả bom Fat Man:
Kíp nổ dây cầu
Sóng xung kích (thể hiện dưới dạng mũi tên)
Thuốc nổ nhanh Composition B
Thuốc nổ chậm Baratol
"Bộ đẩy" bằng nhôm
Lớp vỏ composite (gồm nhựa và boron)
Bộ khối chèn (làm bằng urani tự nhiên)
Lõi hợp kim ^{239}Pu–^{240}Pu–Ga mạ nickel
Bộ kích hoạt neutron Urchin (gồm beryli và ^{210}Po)

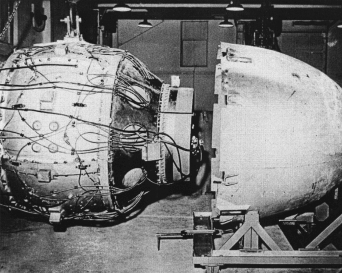
Khối thiết bị hạt nhân "cụm vật lý" ("physics package") của Fat Man trước khi được đặt vào trong vỏ bọc

Lõi plutoni (plutonium pit) có đường kính 3,62 inch (92 mm) và chứa một bộ kích hoạt neutron được làm chậm mang tên "Urchin" có đường kính 0,8 inch (20 mm). Bộ khối chèn urani đã dùng hết ("bị làm nghèo") có dạng hình cầu đường kính 8,75 inch (222 mm), được bao bọc bởi một lớp vỏ nhựa chứa boron dày 0,125 inch (3,2 mm). Vỏ nhựa có một lỗ hình trụ đường kính 5 inch (130 mm) chạy xuyên qua, giống như quả táo đã khoét ruột, nhằm cho phép đưa lõi plutoni vào càng muộn càng tốt. Trục chèn chứa lõi plutoni có thể bị trượt qua lỗ trên bộ đẩy bằng nhôm có đường kính 18,5 inch (470 mm) đặt xung quanh. Lõi plutoni có nhiệt độ ấm khi chạm vào, với nhiệt phân rã 2,4 W/kg, tỏa ra khoảng 15 W cho lõi có trọng lượng 6,19 kg. Khi được kích nổ, thuốc nổ sẽ nén plutoni bằng những lực đối xứng nhau làm tăng gấp đôi mật độ bình thường của nó; sau đó "Urchin" bắt đầu bắn neutron tự do để bắt đầu phản ứng dây chuyền phân hạch.
Kíp nổ dây cầu tạo ra sóng xung kích một cách đồng thời ở 32 ống đặt thuốc nổ siêu thanh hình côn (đặt xung quanh thuốc nổ ở tâm diện của một khối hình 20 mặt cắt cụt, có hình dạng giống với quả bóng đá) tạo sóng xung kích hình cầu. Sóng xung kích ban đầu có dạng lồi khi đi qua thuốc nổ nhanh Composition B (thành phần gồm 60% RDX và 40% TNT). Sau đó, sóng xung kích đi qua lớp thuốc nổ chậm Baratol (chứa 70% bari nitrat và 30% TNT), vốn có vai trò dẫn hướng và định hình sóng nổ, được chuyển từ dạng sóng lồi sang dạng lõm. Ba mươi hai sóng nổ sau đó hợp thành một quả cầu sóng xung kích nổ sập duy nhất, nén vào lớp thuốc nổ nhanh Composition B bên trong.
Một "bộ đẩy" (pusher) bằng nhôm tỷ trọng trung bình giúp chuyển sóng xung kích phát nổ từ chất nổ mật độ thấp sang urani mật độ cao, nhằm giảm thiểu những chuyển động rối loạn không mong muốn. Sau đó, sóng xung kích nén các thành phần bên trong, truyền qua vỏ nhựa bor nhằm mục đích ngăn chặn sự kích nổ sớm của bom bởi các hạt neutron lệch hướng.  Sóng xung kích đến tâm quả bom, nơi bộ kích hoạt neutron "Urchin" (chứa hai kim loại beryli và 210Po) bị nghiền nát, đẩy hai kim loại lại gần nhau và giải phóng một vụ nổ neutron vào lõi hợp kim pha δ mạ nickel của 239Pu–240Pu–Ga (tỉ lệ lần lượt 96%–1%–3% theo nồng độ mol). Phản ứng phân hạch sau đó được bắt đầu. Khả năng việc lõi phân hạch tự kích nổ sớm được giảm đi nhờ vào xung lượng hướng tâm của bộ khối chèn làm bằng urani tự nhiên (gọi là hiện tượng giam hãm quán tính). Bộ khối chèn cũng có nhiệm vụ làm phản xạ neutron trở lại lõi, giúp đẩy nhanh phản ứng dây chuyền. Khi số lượng neutron nhanh được tạo ra đủ, chính bộ khối chèn này sẽ tham gia quá trình phân hạch, giúp tạo tới 20% đương lượng nổ của vũ khí hạt nhân (có tài liệu cho rằng bộ khối chèn tạo ra đến 30% đương lượng nổ).
Kết quả là sự phân hạch của khoảng 1 kilôgam (2,2 lb) trong tổng số 6,19 kilôgam (13,6 lb) plutoni trong lõi, tức là khoảng 16% vật liệu phân hạch đang chứa trong quả bom. Vụ nổ giải phóng năng lượng tương đương với vụ nổ của 21 kiloton TNT hoặc 88 terajoules. Khoảng 20% đến 30% năng lượng đến từ sự phân hạch của bộ khối chèn urani.

## Vụ ném bom xuống Nagasaki

### Quá trình chuẩn bị
Tại cuộc họp của Ủy ban Mục tiêu (Target Committee), chủ trì bởi Oppenheimer, diễn ra vào ngày 10 và 11 tháng 5 năm 1945, những chuyên gia thảo luận về những chủ đề như độ cao kích nổ, địa điểm mục tiêu thả bom, việc loại bỏ bom trong trường hợp khẩn cấp (jettisoning), kế hoạch diễn tập... Các nhà khoa học nhận định rằng trong trường hợp khẩn cấp, chiếc máy bay B-29 chứa quả bom Fat Man có thể đáp cánh xuống sân bay tại căn cứ nguyên vẹn, khác với quả bom Little Boy, do có thiết kế "đạn" và "bia mục tiêu" nên không thể đáp cánh dù là trên đất liền hay trên biển.
Cũng tại cuộc họp trên, Ủy ban Mục tiêu đã đề xuất việc chọn lựa địa điểm mục tiêu thả bom cần đạt ba tiêu chí: "những mục tiêu quan trọng tại khu vực đô thị rộng lớn có đường kính hơn 3 dặm (4,8 km), mục tiêu có thể bị phá hủy hiệu quả bằng vụ nổ bom, và không được oanh tạc trong tháng 8 sắp tới". Ủy ban đã rút gọn danh sách các mục tiêu từ 17 thành phố xuống còn 4 địa điểm chính, bao gồm Kyoto, Hiroshima, Yokohama, và Kokura, nhưng không có tên Nagasaki. Đến ngày 24 tháng 7, thành phố Nagasaki mới được bổ sung vào danh sách mục tiêu nhằm thay thế Kyoto, vốn được xem là trung tâm văn hóa của Nhật Bản. Cũng tại cuộc họp tháng 5 năm 1945, Oppenheimer đề xuất các phi công quân đội Hoa Kỳ cần giữ khoảng cách với điểm kích nổ ít nhất 2,5 dặm (4,0 km) và tránh tiếp xúc đám mây từ bụi phóng xạ để đảm bảo an toàn trước nguy cơ nhiễm phóng xạ từ quả bom.

### Quá trình lắp ráp

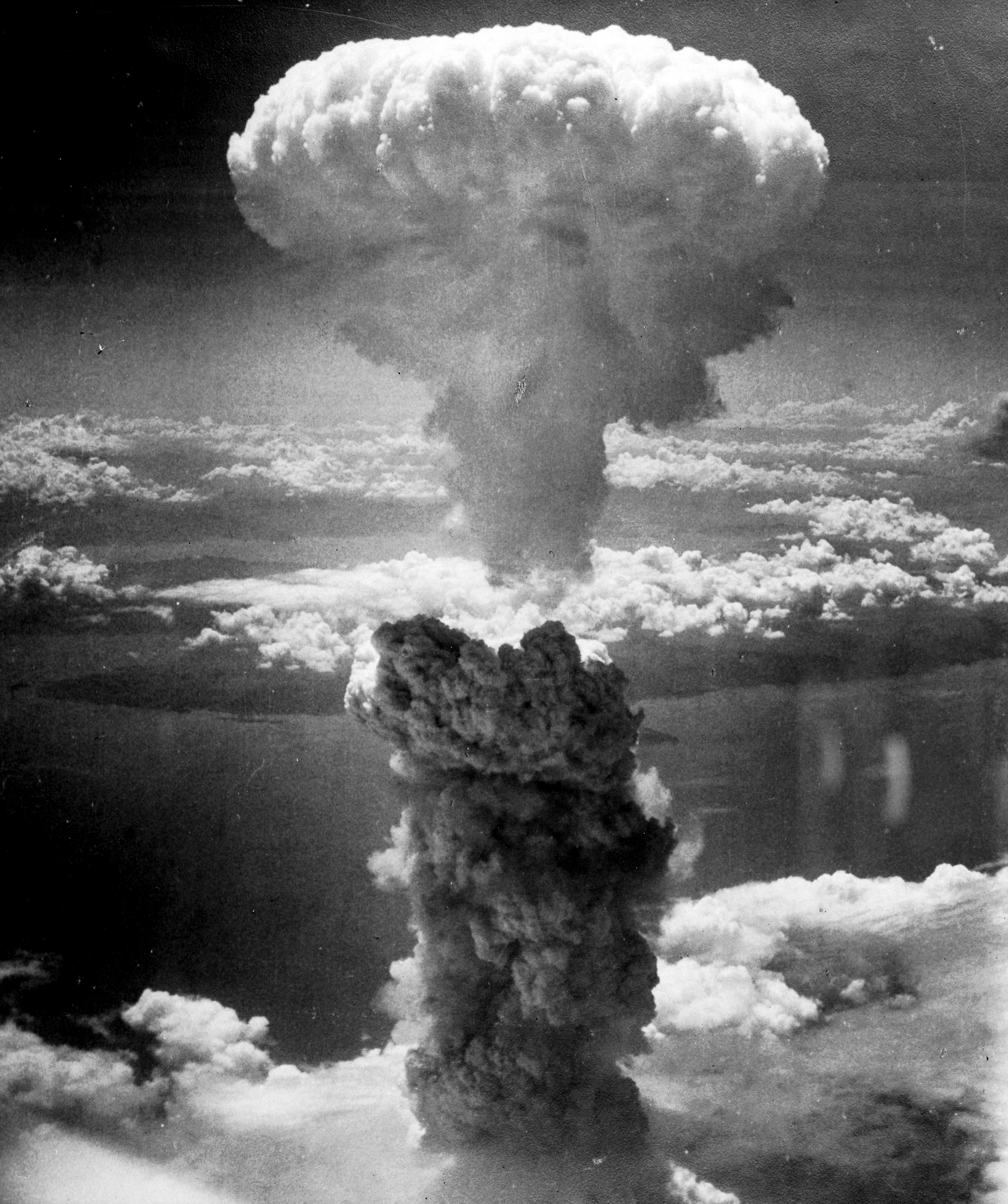
Đám mây hình nấm sau khi quả bom Fat Man nổ tung trên bầu trời thành phố Nagasaki vào ngày 9 tháng 8 năm 1945

Cùng với bộ kích hoạt neutron hợp kim poloni–beryli, lõi plutoni đầu tiên được vận chuyển dưới sự giám sát của đặc phái viên không vận thuộc Dự án Alberta, Raemer Schreiber; lõi plutoni được đặt trong một hộp đựng làm bằng magnesi do Philip Morrison thiết kế đặc biệt cho công việc này. Magnesi được chọn vì nó không phản ứng giống như khối chèn urani trong quả bom. Kiện hàng rời Sân bay Quân đội Kirtland trên chiếc máy bay vận tải C-54 điều khiển bởi Phi đội không vận 320 thuộc Nhóm Hỗn hợp 509 vào ngày 26 tháng 7 và đáp xuống Sân bay Bắc trên đảo Tinian vào ngày 28 tháng 7. Ba tổ hợp tiền chế bom thuốc nổ siêu thanh Fat Man (được đặt mã số là F31, F32 và F33) rời Kirtland vào ngày 28 tháng 7 trên ba chiếc B-29: hai chiếc có biệt danh Luke the Spook và Laggin' Dragon thuộc Phi đội oanh tạc cơ 393 cùng một chiếc thuộc Đơn vị căn cứ Không lực Lục quân 216. Những thiết bị lõi bom được chuyển đến Sân bay Bắc vào ngày 2 tháng 8, khi đó tổ hợp F31 được tháo ra một phần nhằm kiểm tra toàn bộ các cấu kiện. Tổ hợp F33 được thả xuống vùng biển gần Tinina trong chuyến diễn tập cuối cùng vào ngày 8 tháng 8. Tổ hợp F32 có thể cũng được dùng trong vụ thả bom thứ ba hoặc trong chuyến diễn tập.
Vào ngày 7 tháng 8, một ngày sau vụ ném bom xuống Hiroshima, Chuẩn Đô đốc William R. Purnell, Đại tá William S. Parsons, Đại tá Paul W. Tibbets, Jr., Tướng Carl Spaatz và Thiếu tướng Curtis LeMay đã gặp nhau tại đảo Guam để thảo luận về những việc nên làm tiếp theo. Vì không có dấu hiệu nào cho thấy Nhật Bản có ý định đầu hàng, họ quyết định tiếp tục thả một quả bom khác. Parsons nói rằng Dự án Alberta sẽ sẵn sàng thực hiện nhiệm vụ thả bom vào ngày 11 tháng 8, nhưng báo cáo dự báo thời tiết cho thấy có khả năng xuất hiện một cơn bão vào hôm đó, dẫn đến điều kiện bay sẽ rất tệ. Tibbets hỏi Parsons liệu quả bom có thể sẵn sàng sớm hơn, vào ngày 9 tháng 8, được không. Parsons đồng ý sẽ cố gắng chuẩn bị như mong muốn của Tibbets.
Tổ hợp bom Fat Man F31 được lắp ráp trong một phòng được trang bị máy lạnh trên đảo Tinian bởi nhân viên Dự án Alberta, và "cụm vật lý" (physics package) đã được lắp ráp hoàn chỉnh và nối dây. Cụm vật lý được đặt bên trong vỏ bom có thiết kế khí động học hình elip và được đặt trên xe tải bom; trên thân vỏ bom có chữ ký của gần 60 người, bao gồm cả Purnell, Parsons, và Chuẩn tướng Thomas F. Farrell. Sau đó nó được đưa đến khoang chứa bom của chiếc B-29 Superfortress mang tên Bockscar đặt theo tên của phi công chỉ huy máy bay là Đại úy Frederick C. Bock, người đã lái chiếc máy bay The Great Artiste cùng với phi hành đoàn của mình trong vụ thả bom xuống Hiroshima trước đó.

### Thả bom xuống Nagasaki

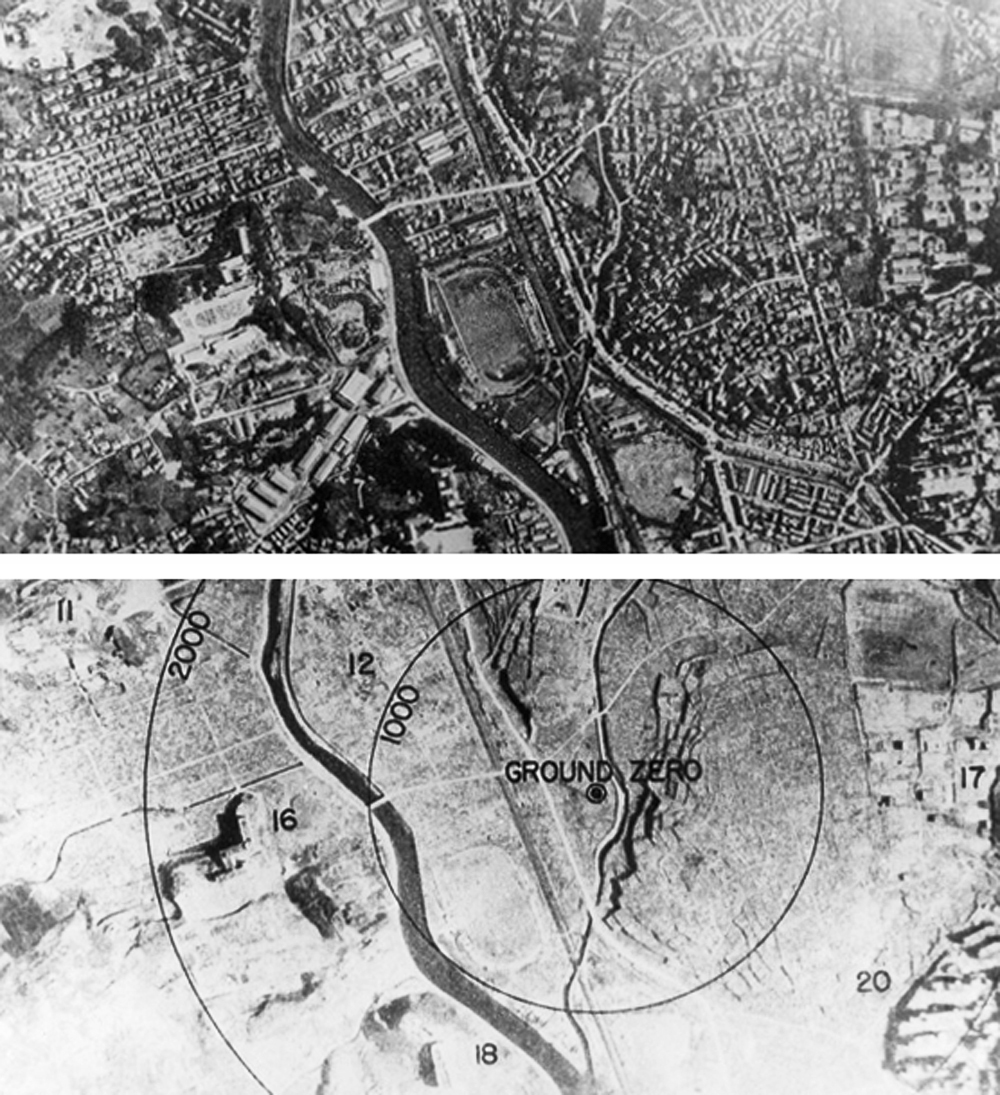
Khu vực ảnh hưởng do vụ nổ của quả bom Fat Man tại Nagasaki

Phi hành đoàn trên chiếc Bockscar gồm 12 thành viên được chỉ huy bởi Cơ trưởng Thiếu tá Charles Sweeney và Trung tá Frederick L. Ashworth, người làm nhiệm vụ mồi kích nổ bom (weaponeer). Chiếc B29 Bockscar cất cánh lúc 03:47 (UTC+10:00) ngày 9 tháng 8 năm 1945, với thành phố Kokura là mục tiêu chính và Nagasaki là mục tiêu phụ. Quả bom đã được nạp nhiên liệu sẵn sàng, nhưng với các chốt an toàn màu xanh lá cây vẫn đang bật. Ashworth chuyển chốt an toàn sang trạng thái màu đỏ sau mười phút để Sweeney có thể đưa máy bay đạt độ cao 17.000 foot (5.200 m) nhằm bay trên những đám mây bão. Trong quá trình kiểm tra trước chuyến bay của Bockscar, kỹ sư bay đã thông báo với Sweeney rằng một máy bơm chuyển nhiên liệu không hoạt động khiến máy bay không thể sử dụng 640 galông Mỹ (2.400 l) nhiên liệu có trong khoang nhiên liệu dự trữ. Lượng nhiên liệu này sẽ vẫn phải được vận chuyển trên máy bay đến Nhật Bản và quay trở lại, làm tiêu tốn nhiều nhiên liệu hơn. Việc thay thế bơm chuyển này sẽ mất hàng giờ; còn nếu chuyển Fat Man sang một chiếc máy bay khác cũng có thể mất nhiều thời gian và cũng rất nguy hiểm, vì quả bom đã được nạp. Do đó, Đại tá Paul Tibbets và Sweeney đã quyết định để Bockscar tiếp tục thực hiện nhiệm vụ.
Mục tiêu chính của quả bom là thành phố Kokura, nơi đặt Nhà máy Vũ khí Kokura (Kokura Arsenal), một trong những công xưởng sản xuất vũ khí lớn nhất Nhật Bản thời điểm đó, nằm ở phía Bắc đảo Kyushu. Tuy nhiên, các phi công trên chiếc Bockscar phát hiện khu vực thành phố bị che khuất bởi mây và khói bay từ đám cháy gây ra bởi trận ném bom của 224 chiếc B-29 tại thành phố Yahata gần đó vào ngày hôm trước. Mây và khói bao phủ 70% diện tích Kokura, làm che khuất mục tiêu. Trong vòng 50 phút tiếp theo, phi đội cố gắng thực hiện 3 lần ngắm bắn để ném bom (bomb run), làm tiêu thụ thêm nhiên liệu và liên tục khiến máy bay bị phát hiện liên tục bởi hệ thống phòng thủ dày đặc của Yahata, nhưng họ vẫn không thể thả xuống khi quan sát bằng mắt thường. Đến lần ném bom thứ ba, hỏa lực phòng không của Nhật đã rất gần với chiếc Bockscar; khi đó Thiếu úy Jacob Beser đang theo dõi hệ thống truyền tin của quân Nhật Bản, và đã báo cáo hoạt động trên băng tần vô tuyến dẫn đường của máy bay chiến đấu Nhật Bản.
Sau đó, Sweeney quyết định chuyển sang mục tiêu thay thế là Nagasaki. Thành phố này cũng bị mây che làm giảm tầm nhìn, và Ashworth ra lệnh cho Sweeney tiếp cận bằng radar. Tuy nhiên, vào phút cuối, sĩ quan cắt bom (bombardier) Đại úy Kermit K. Beahan đã tìm thấy một khoảng trống trong đám mây. Fat Man được thả xuống và phát nổ lúc 11:02 giờ địa phương, sau khi rơi tự do 43 giây, ở độ cao khoảng 1.650 foot (500 m). Do tầm nhìn kém gây ra bởi mây bao phủ, nên quả bom đã rơi cách điểm phát nổ dự định gần 2 dặm (3,2 km), đồng thời địa hình đồi dốc đã giúp hạn chế sức nổ, vì vậy thiệt hại tương đối ít hơn ở Hiroshima.

### Hậu quả

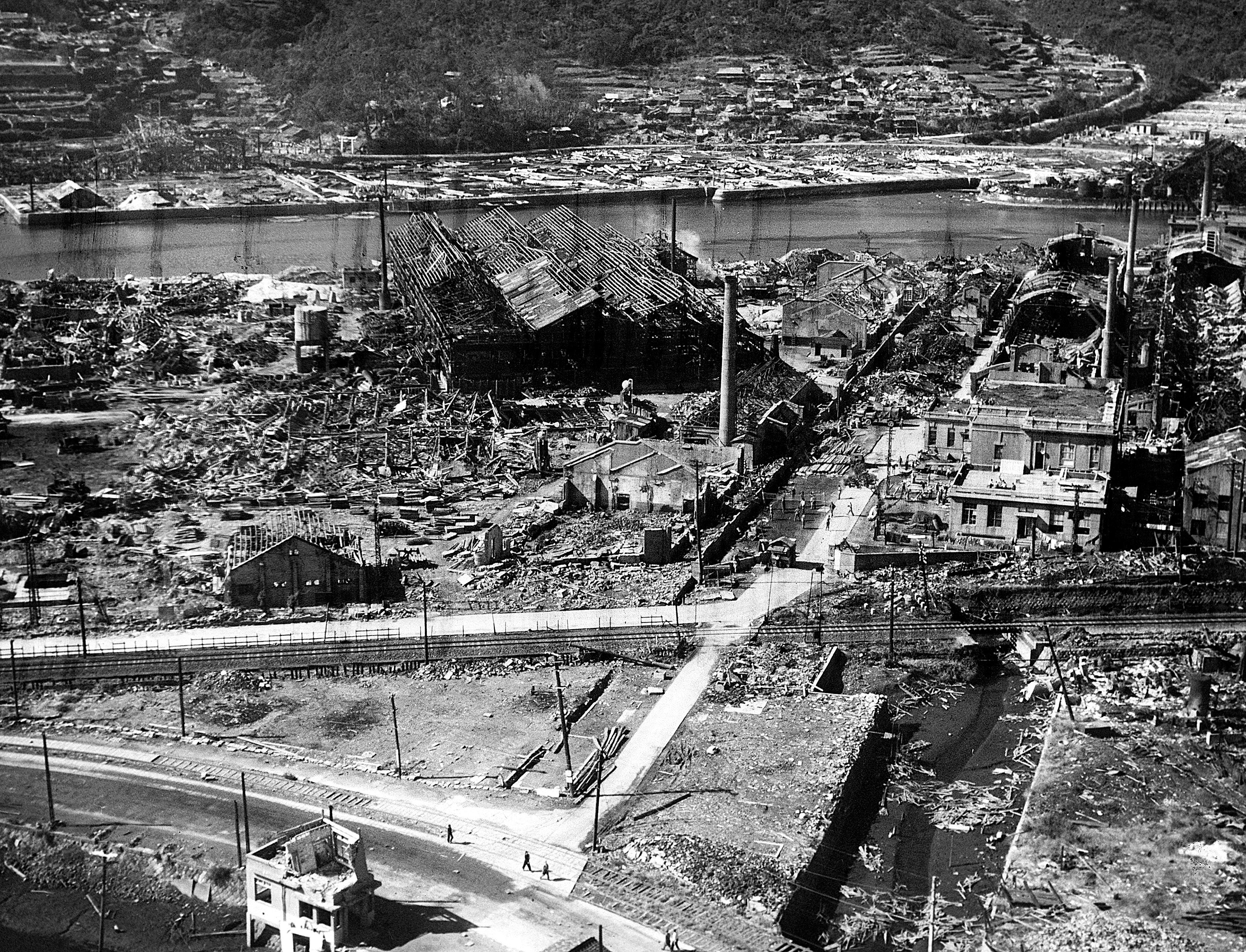
Thành phố Nagasaki sau vụ nổ bom hạt nhân

Cũng giống như các thành phố mục tiêu của bom hạt nhân như Hiroshima và Kokura, thành phố Nagasaki ít bị không kích để giữ hoàn toàn nguyên vẹn trước vụ nổ. Nagasaki—thành phố cảng được mệnh danh là "San Francisco của Nhật Bản"—được lựa chọn làm mục tiêu do nơi đây đặt Công xưởng Vũ khí Mitsubishi-Urakami, nơi sản xuất ngư lôi Type 91 sử dụng trong trận Trân Châu Cảng. Tại thời điểm thả bom, dân số ước tính của Nagasaki khoảng 263.000 người, gồm 240.000 thường dân, 9.000 binh sĩ quân đội Nhật Bản, và 400 tù binh chiến tranh.
Sau khi thả, quả bom Fat Man phát nổ ở độ cao khoảng 1.650 foot (500 m) phía trên khu vực Urakami, khu vực có cộng đồng giáo dân Công Giáo lớn nhất Nhật Bản, nằm ở phía Bắc trung tâm thành phố Nagasaki. Chấn tiêu vụ nổ cách Nhà thờ Urakami khoảng vài trăm met. Dưới sức nổ khoảng 21 kt (88 TJ), toàn bộ những công trình xung quanh như bệnh viện, nhà thờ, và trường học đều bị phá hủy. Ước tính có khoảng 39.000 người đã thiệt mạng tại thời điểm xảy ra vụ thả bom ở Nagasaki. Tính đến đầu năm 1946, tổng cộng có khoảng 70.000–80.000 trường hợp tử vong, bao gồm cả do ảnh hưởng sức khỏe lâu dài, trong đó nghiêm trọng nhất là bệnh bạch cầu với nguy cơ liên quan đến nạn nhân bom là 46%. Nhiều người khác chết sau đó vì các vết thương do nổ và bỏng liên quan, và hàng trăm người khác bị bệnh nhiễm xạ do tiếp xúc với bức xạ ban đầu của quả bom Fat Man. Đến 5 năm sau chiến tranh, tổng số nạn nhân thiệt mạng do vụ nổ lên đến 140.000 người, tỉ lệ tử vong (khoảng 53%) gần bằng với tỉ lệ gây ra do quả bom Little Boy ở Hiroshima (khoảng 54%).
Hoạt động sản xuất công nghiệp của Mitsubishi tại thành phố Nagasaki cũng bị gián đoạn do vụ ném bom và một phần do thiếu hụt nguyên liệu sản xuất. Nhà máy đóng tàu chỉ có thể sản xuất ở mức 80% công suất tối đa trong vòng ba đến bốn tháng, những nhà máy thép sẽ cần một năm để trở lại sản xuất hoàn toàn, các công trình điện sẽ tiếp tục sản xuất điện với quy mô tạm trong vòng hai tháng và trở lại công suất trong vòng sáu tháng, còn nhà máy vũ khí sẽ cần 15 tháng để trở lại 60-70% công suất cũ. Công xưởng Vũ khí Mitsubishi-Urakami và Nhà máy Thép và Vũ khí Mitsubishi (Mitsubishi Steel and Arms Factory) cũng bị phá hủy trong vụ thả bom.

## Giai đoạn hậu chiến

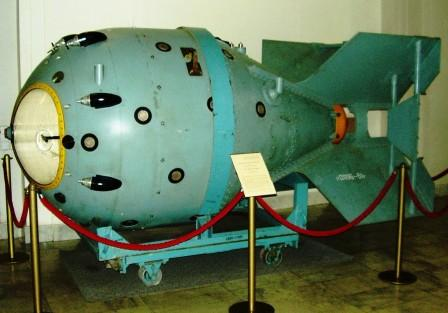
Thông tin gián điệp thu thập được từ Klaus Fuchs, Theodore Hall, và David Greenglass đã giúp Liên Xô chế tạo quả bom hạt nhân đầu tiên của họ mang tên RDS–1, vốn gần như là bản sao của Fat Man, kể cả hình dáng bên ngoài.

Sau chiến tranh thế giới thứ hai, hai quả bom Fat Man mẫu thiết kế Y-1561 được sử dụng trong hai cuộc thử nghiệm hạt nhân mang tên Chiến dịch Crossroads tại đảo san hô Bikini ở Thái Bình Dương. Quả bom đầu tiên được gọi là Gilda, đặt theo tên nhân vật do diễn viên Rita Hayworth thủ vai trong bộ phim cùng tên năm 1946, và được thả bởi chiếc Boeing B-29 Dave's Dream; nó đã trượt mục tiêu khoảng 710 thước Anh (650 m). Quả bom thứ hai có biệt danh là Helen of Bikini, thiết kế không có cụm cánh đuôi, và được đặt trong một thùng đạn thép làm từ buồng điều khiển của tàu ngầm; nó đã được kích nổ 90 foot (27 m) bên dưới tàu đổ bộ USS LSM-60. Cả hai quả bom thử nghiệm này có đương lượng nổ khoảng 23 kilô tấn (96 TJ) mỗi loại.
Phòng thí nghiệm Los Alamos và Không lực Lục quân trước đó đã bắt đầu công việc cải tiến thiết kế Fat Man. Các máy bay ném bom North American B-45 Tornado, Convair XB-46, Martin XB-48 và Boeing B-47 Stratojet có khoang bom đủ lớn để chứa quả bom Grand Slam, quả bom dài hơn nhiều nhưng không rộng bằng Fat Man. Các máy bay ném bom duy nhất của Mỹ có thể chở Fat Man là B-29 và Convair B-36. Vào tháng 11 năm 1945, Không lực Lục quân đã yêu cầu Los Alamos cung cấp 200 quả bom Fat Man, nhưng vào thời điểm đó, họ chỉ có hai bộ lõi plutonium và các tổ hợp nổ siêu thanh. Không lực Lục quân muốn cải tiến thiết kế để giúp sản xuất, lắp ráp, xử lý, vận chuyển và dự trữ dễ dàng hơn. Dự án W-47 thời chiến được tiếp tục, và những cuộc thả bom thử nghiệm được tiếp tục vào tháng 1 năm 1946.
Fat Man Mark III phiên bản Mod 0 được đặt hàng sản xuất vào giữa năm 1946. Chất nổ siêu thanh được sản xuất bởi Nhà máy thí điểm Salt Wells, nơi được thành lập như một phần của Dự án Camel, và một nhà máy mới được thành lập tại Công xưởng Đạn dược quân đội Iowa. Các bộ phận cơ khí của bom được chế tạo hoặc thu mua bởi Công binh xưởng Rock Island; các bộ phận điện và cơ khí cho khoảng 50 quả bom đã được dự trữ tại Sân bay Quân đội Kirtland vào tháng 8 năm 1946, nhưng chỉ có chín lõi plutoni. Quá trình sản xuất Mod 0 kết thúc vào tháng 12 năm 1948, lúc đó vẫn chỉ có 53 lõi. Phiên bản Mod 0 này sau đó được thay thế bằng các phiên bản cải tiến được gọi là Mod 1 và 2 với một số thay đổi nhỏ, trong đó quan trọng nhất là chúng không sạc các tụ điện của hệ thống phóng hỏa X-Unit cho đến khi được thả ra khỏi máy bay. Các phiên bản Mod 0 đã được rút khỏi biên chế sử dụng từ tháng 3 đến tháng 7 năm 1949, và đến tháng 10, tất cả chúng đã được tái cơ cấu thành Mod 1 và 2. Khoảng 120 chiếc Fat Man Mark III đã được bổ sung vào kho dự trữ từ năm 1947 đến năm 1949 cho đến khi nó được thay thế bằng bom hạt nhân Mark 4. Fat Man Mark III đã ngừng được sử dụng vào năm 1950.
Việc tấn công bằng vũ khí hạt nhân có lẽ một nhiệm vụ khó khăn trong những năm 1940 sau chiến tranh do những hạn chế của Fat Man Mark III. Pin acid–chì—có nhiệm vụ cung cấp năng lượng cho hệ thống tiếp nhiên liệu—chỉ có thể hoạt động trong 36 giờ, sau đó chúng cần được sạc lại. Để làm được điều này đồng nghĩa với việc phải tháo rời quả bom và quá trình sạc lại sẽ mất thêm 72 giờ. Pin phải được tháo ra trong mọi trường hợp sau chín ngày nếu không chúng bị ăn mòn. Lõi plutoni cũng không thể để lâu hơn, vì nhiệt tỏa ra từ nó sẽ làm hỏng thuốc nổ siêu thanh. Để thay thế lõi, người ta phải tháo rời quả bom hoàn toàn và lắp ráp lại. Việc này đòi hỏi khoảng 40 đến 50 người và mất từ 56 đến 72 giờ, tùy thuộc vào kỹ năng của đội lắp ráp bom, và Dự án vũ khí đặc biệt quân đội chỉ có ba đội như vậy vào tháng 6 năm 1948. Máy bay duy nhất có khả năng mang bom là Silverplate B-29 và nhóm duy nhất được trang bị chúng là Phi đội oanh tạc 509 tại Căn cứ Không quân Walker ở Roswell, New Mexico. Trước tiên, họ cần phải bay đến Căn cứ Sandia để nhận bom, và sau đó đến một căn cứ ở nước ngoài để thực hiện cuộc không kích.
Vũ khí hạt nhân đầu tiên của Liên Xô có thiết kế rất giống với quả bom Fat Man nhờ các điệp viên Klaus Fuchs, Theodore Hall và David Greenglass, những người đã cung cấp cho Liên Xô những thông tin bí mật liên quan đến Dự án Manhattan và Fat Man. Quả bom đầu tiên của họ được kích nổ vào ngày 29 tháng 8 năm 1949 trong khuôn khổ Chiến dịch First Lightning.